# Culicoides bergi
Culicoides bergi är en tvåvingeart som beskrevs av Cochrane 1973. Culicoides bergi ingår i släktet Culicoides och familjen svidknott. Inga underarter finns listade i Catalogue of Life.